# Caelorrhina albini
Caelorrhina albini är en skalbaggsart som beskrevs av Thierry Bourgoin 1921. Caelorrhina albini ingår i släktet Caelorrhina och familjen Cetoniidae. Inga underarter finns listade.